# Halina Pajka
Halina Pajka (ur. 1950 r. we wsi Tatary koło Kadzidła) – kurpiowska wycinankarka, laureatka Nagrody Kolberga w 2024 roku.

## Życiorys
Jest córką kurpiowskiej twórczyni ludowej Stanisławy Prusaczyk, od której nauczyła się wykonywania wycinanek, haftów i tkactwa.
W pracach opiera się na tradycyjnych wzorach kurpiowskich. Zajmuje się haftem, tkactwem, pisankarstwem, papieroplastyką obrzędową (palmy, wycinanki, bukiety z papieru oraz kierce).
Twórczyni bierze udział w wystawach i konkursach sztuki ludowej, uczestniczy w przeglądach i regionalnych jarmarkach kultury ludowej. Prowadzi również lekcje muzealne dla dzieci ze szkół podstawowych w całej Polsce. Jest członkinią Stowarzyszenia Twórców Ludowych.

## Nagrody i wyróżnienia
- Nagroda Starosty Ostrołęckiego
- Medal Pamiątkowy „Pro Masovia”
- Medal 60-lecia „Cepelii”
- Odznaka honorowa „Zasłużony dla Kultury Polskiej”
- „Kurpik” – Nagrody Prezesa Związku Kurpiów (2007)
- Brązowy Medal „Zasłużony Kulturze Gloria Artis” (2015)
- Nagroda Ministra Kultury, Dziedzictwa Narodowego i Sportu za osiągnięcia w upowszechnianiu kultury (2021)[2]
- Nagroda Kolberga w dziedzinie plastyki obrzędowej i dekoracyjnej (2024)[4]